# محمد عبد المنعم زهران
محمد عبد المنعم زهران (5 سبتمبر 1972 - سمالوط - محافظة المنيا) هو قاص ومسرحي وروائي مصري . يعمل إخصائي ثقافى بهيئة قصور الثقافة – قصر ثقافة سمالوط.

## مؤلفات
- أشياء الليل – مسرحية – دار سعاد الصباح – الكويت –2001 م .[2]
- حيرة الكائن – قصص – دائرة الثقافة والإعلام – الشارقة – 2002.م.[3]
- بجوارك بينما تمطر - دار الأدهم – مصر 2013.[4]
- زيارة عائلية – مسرحية - المركز الأدبى – أسيوط - 2013.
- سبع عربات مسافرة - قصص - دار النسيم للنشر والتوزيع 2017.[5]
- أنا ومجتمعى - سلسلة قصص للأطفال – دار أصالة للنشر والتوزيع - بيروت 2017.
- الدجاجة الصغيرة.[6]
- هندسة العالم.[7]
- حذاء سامي: سلسلة أنا ومجتمعي.[8]
- الأرنب والببغاء.[9]
- أسرة سعاد السعيدة.[10]

## الجوائز
- المركز الأول في مسابقة مجلة القافلة ( القافلة الذهبية ) – آرامكو السعودية 2004م
- المركز الأول في جائزة الشارقة للإبداع العربى – القصة القصيرة –2002م
- المركز الأول في مسابقة د. سعاد الصباح – نص مسرحى - 2001
- المركز الثالث في المسابقة المركزية لهيئة قصور الثقافة 1999/2000
- المركز الرابع في مسابقة أخبار الأدب للقصة – 1999 م[1]